# USS Georgia (SSGN-729)
O USS Georgia é submarino de mísseis de cruzeiro operado pela Marinha dos Estados Unidos e a quarta embarcação da Classe Ohio. Sua construção começou em abril de 1979 nos estaleiros da General Dynamics Electric Boat em Connecticut e foi lançado ao mar em novembro de 1982, sendo comissionado na frota norte-americana em fevereiro de 1984. Foi originalmente construído como um submarino de mísseis balísticos armado com 24 mísseis Trident II, porém entre 2005 e 2008 foi convertido em um submarino de mísseis de cruzeiro armado com 154 mísseis Tomahawk. Tem um deslocamento submerso de dezenove mil toneladas e alcança uma velocidade máxima de 25 nós.